# Магомедов, Гасан (борец)
Гасан Магомедов (1987) — российский борец вольного стиля. Обладатель Кубка мира в команде.

## Карьера
В марте 2009 года, уступив в финале Магомедгаджи Абакарову на международном турнире на призы Александра Медведя, проходящего в Минске, стал серебряным призёром. В январе 2010 года стал бронзовым призёром Гран-При Ивана Ярыгина в Красноярске. В марте 2010 года в Москве в составе сборной России стал обладателем Кубка мира. В апреле 2012 года в Нальчике стал чемпионом СКФО. В мае 2012 года неудачно выступил на чемпионате России в Санкт-Петербурге.

## Спортивные результаты
- Кубок мира по борьбе 2010 (команда) — ;
- Кубок мира по борьбе 2010 — 8;